# Gesina
Das Seenotrettungsboot (SRB) Gesina ist ein Boot der 7-Meter-Klasse der Deutschen Gesellschaft zur Rettung Schiffbrüchiger (DGzRS). Gebaut wurde es 1971 von der Schweers-Werft in Bardenfleth unter der Baunummer 6417. Die interne Bezeichnung lautete KRST 19.

## Namensgebung
Gesina ist ein friesischer Frauenname; die Benennung des Bootes mit diesem Namen drückt die Verbundenheit der DGzRS zur deutschen Küste aus.

## Technische Ausstattung
Das Seenotrettungsboot war mit Funkanlagen, Echolot, GPS, Fremdlenzpumpe und einer Bergungspforte ausgestattet.
Das Boot besaß wie alle „echten“ Boote der 7-m-Klasse kein Radargerät (nähere Erläuterung dazu: Seenotrettungsboot Kaatje).

## Stationierungen
Am 22. Juni 1971 kam die Gesina auf die DGzRS-Station der Insel Wangerooge. Von dort wechselte sie im Jahre 1978 nach Horumersiel, wo sie bis 1980 verblieb. Nach einer Einsatzpause wurde sie am 20. März 1981 in Gelting an der Ostsee stationiert. Dort lag sie bis zu ihrer Außerdienststellung am 22. November 1993.
Die DGzRS verkaufte das Boot im Januar 1994 an die Schiffswerft Hooksiel, wo es als Arbeitsboot unter dem Namen Emsig in Betrieb war. Seit Mai 1997 steht die Gesina restauriert vor dem Inselmuseum der Insel Wangerooge, ihrem ersten Einsatzort.